# Haider (Familienname)
Haider ist ein deutscher Familienname.

## Herkunft und Bedeutung
Haider ist ein Wohnstättenname für Personen, die an einer Heide wohnen.

## Namensträger
- Ahmer Haider, indischer Schauspieler, Filmproduzent und Regisseur
- Al-Zubaidi Haider (* 1968), österreichischer Maler und Performer
- Alfons Haider (* 1957), österreichischer Schauspieler und Sänger
- Alois Haider (* 1948), österreichischer Schriftsteller
- Andreas Haider (um 1495–1544/45), deutscher Maler
- Andreas Haider-Maurer (* 1987), österreichischer Tennisspieler
- Anja Haider-Wallner (* 1979), österreichische Politikerin (Grüne)
- Anton Grabner-Haider (* 1940), österreichischer Philosoph und Kulturpublizist
- Armin Haider (* 2005), österreichischer Fußballspieler
- Bernhard Haider (* 1958), deutscher Eishockeytorwart
- Celina Haider (* 2000), deutsche Eishockeyspielerin
- Claudia Kuretsidis-Haider (* 1965), österreichische Historikerin, Publizistin und Hochschullehrerin
- Engelbert Haider (1922–1999), österreichisch-deutscher Skirennläufer
- Erich Haider (* 1957), österreichischer Politiker (SPÖ)
- Ernst Haider (1890–1988), deutscher Maler und Publizist
- Franz Haider (Bildhauer) (1860–1947), österreichischer Bildhauer
- Franz Haider (Politiker, 1877) (1877–1951), österreichischer Politiker (CS)
- Franz Haider (Politiker, 1907) (1907–1968), österreichischer Politiker (KPÖ)
- Franz Haider (Maler) (* 1948), österreichischer Maler
- Friedrich Haider (Volkskundler) (1921–2009), österreichischer Volkskundler
- Friedrich Haider (Dirigent) (* 1961), österreichischer Dirigent und Pianist
- Gabriel Haider (* 2002), österreichischer Fußballspieler
- Gerald Haider (* 1955), österreichischer Fußballspieler
- Gerhard Haider (1935–2005), deutscher Hydrobiologe und Hochschullehrer
- Gertrude Haider-Grünwald, österreichische Journalistin, Kunstkritikerin und Ausstellungskuratorin
- Hans Haider (Musiker) (1935–2010), deutscher Gitarrist, Instrumentenbauer und Komponist
- Hans Haider (Manager) (* 1942), österreichischer Manager
- Hans Haider (Journalist) (* 1946), österreichischer Journalist
- Heinrich Haider (1903–1978), oberösterreichischer Maler und Grafiker
- Herbert Haider (* 1966), österreichischer Schauspieler, Synchronsprecher und Kabarettist
- Hermann Haider (* 1938), österreichischer Maler und Grafiker
- Hilde Haider-Pregler (* 1941), österreichische Theaterkritikerin und Universitätsprofessorin am Institut für Theaterwissenschaften an der Universität Wien
- Horst Haider Munske (* 1935), deutscher Sprachwissenschaftler
- Hubert Haider (Maler) (1879–1971), deutscher Maler
- Hubert Haider (Linguist) (* 1953), österreichischer Sprachwissenschaftler
- Ilse Haider (* 1965), österreichische Fotokünstlerin
- Jalila Haider (* 1988), pakistanische Menschenrechtsanwältin
- Joe Haider (* 1936), deutscher Jazzmusiker
- Jörg Haider (1950–2008), österreichischer Politiker (FPÖ, BZÖ)
- Johann Haider (Politiker, 1908) (1908–1977), österreichischer Politiker (ÖVP)
- Johann Haider (Politiker, 1921) (1921–1997), österreichischer Politiker (ÖVP), Nationalratsabgeordneter
- Johannes Haider (1954–2014), österreichischer Künstler
- Josef Haider (Politiker) (1856–1942), österreichischer Landwirt und Politiker des Abgeordnetenhauses
- Josef Haider (Rennfahrer) (* 1953), österreichischer Automobilrennfahrer
- Karl Haider (1846–1912), deutscher Maler
- Konrad Haider (1928–2015), deutscher Biochemiker
- Lars Haider (* 1969), deutscher Journalist
- Lydia Haider (* 1985), österreichische Schriftstellerin
- Margit Haider-Dechant (* 1952), österreichische Pianistin und Musikwissenschaftlerin
- Max Haider (1807–1873), deutscher Zeichner und Maler
- Maximilian Haider (Physiker) (* 1950), österreichischer Physiker
- Maximilian Haider (Handballspieler) (* 1996), deutscher Handballspieler
- Moeen Haider († 2009), pakistanischer Brigadegeneral
- Patrick Haider (* 1989), österreichischer Fußballspieler
- Peter Haider (* 1946), deutscher Althistoriker
- Rafael Haider (Regisseur) (* 1989), österreichischer Filmregisseur und Drehbuchautor
- Rafael Haider (Schauspieler) (* 1991), österreichischer Schauspieler und Musiker
- Raza Haider († 2010), pakistanischer Politiker
- Roman Haider (* 1967), österreichischer Politiker (FPÖ)
- Rudolf Haider (1896–1944), österreichischer Widerstandskämpfer gegen den Nationalsozialismus
- Saira Haider, Filmeditorin
- Sarah Haider (* 1991), pakistanisch-amerikanische politische Aktivistin
- Siegfried Haider (* 1943), österreichischer Historiker und Archivar
- Stefan Haider (* 1972), österreichischer Theologe und Kabarettist
- Sylvia Haider (* 1959), österreichische Schauspielerin und Drehbuchautorin
- Ursula Haider (1413–1498), Äbtissin der Klarissenklöster Valduna und Villingen
- Wolfgang Haider (* 1956), österreichischer Politiker (FPÖ)